# Guerra Civil angolesa
La Guerra Civil angolesa començà a Angola després de la Guerra de la Independència d'Angola de Portugal el 1975. A la guerra hi havia dos bàndols principals, el Moviment Popular per a l'Alliberament d'Angola (MPLA) i la Unió Nacional per a la Independència Total d'Angola (UNITA). Un tercer grup, el Front d'Alliberament de l'Enclavament de Cabinda (FLEC), una associació de grups independentistes, lluitava per la independència de Cabinda. La guerra va tenir tres períodes àlgids separats per fràgils interludis de pau: 1975-1991, 1992-1994 i 1998-2002.
Hi van morir uns 500.000 combatents i centenars de milers de civils. La guerra va acabar l'agost del 2002. Es considera un conflicte armat dins la Guerra Freda.
El MPLA, rebia suport de Cuba, la Unió Soviètica i països del bloc comunista. Mentre que l'UNITA rebia l'ajut dels Estats Units, Sud-àfrica i alguns altres països africans.

## Grups combatents
Els tres principals moviments rebels tenien llurs arrels en els moviments anticolonials de la dècada de 1950. En 1956 es va fundar el Moviment Popular per l'Alliberament d'Angola (Movimento Popular de Libertação d'Angola, MPLA) entorn d'Agostinho Neto i altres líders (Viriato Clemente da Cruz, Mário Pinto de Andrade i Lúcio Lara). El seu nacionalisme es caracteritzava per tendències esquerranes relativament difuses i tenia la base del seu moviment a Luanda i voltants i era format per ambundus, en contrast amb els altres dos moviments, el FNLA i UNITA, que eren de base rural. El FNLA era format per bakongos del nord d'Angola. UNITA, una escissió del FNLA, era format per ovimbundus de les muntanyes del centre.

### MPLA
Des de la seva formació a la dècada de 1950, la base social principal del MPLA ha estat entre els ambundu i la intel·lectualitat multiracial de ciutats com Luanda, Benguela i Huambo. Durant la seva lluita anticolonial de 1962-74, el MPLA va ser recolzat per diversos països africans, així com per la Unió Soviètica. Cuba es va convertir en l'aliat més fort de l'MPLA, enviant contingents significatius de personal de combat i suport a Angola. Aquest suport, així com el de diversos altres països del Bloc oriental, com Romania i Alemanya Oriental, es va mantenir durant la Guerra Civil.

### FNLA
El FNLA es va formar paral·lelament al MPLA, i es va dedicar inicialment a defensar els interessos dels bakongo i donar suport a la restauració de l'històric imperi del Congo. No obstant això, es va convertir ràpidament en un moviment nacionalista, recolzat en la seva lluita contra Portugal pel govern de Mobutu Sese Seko del Zaire. Durant la dècada de 1960, el FNLA també va ser recolzat per la República Popular de la Xina, però quan UNITA es va fundar a mitjans de la dècada de 1960, la Xina va canviar el seu suport a aquest nou moviment, perquè el FNLA havia mostrat poca activitat real. Els Estats Units es van negar a donar suport FNLA durant la guerra del moviment contra Portugal, que era un aliat de l'OTAN dels Estats Units; però, el FNLA va rebre ajudes dels EUA durant la guerra civil.

### UNITA
La principal base social d'UNITA va ser els ovimbundu d'Angola central, que constituïa al voltant d'un terç de la població del país, però l'organització també va tenir arrels entre diversos pobles menys nombrosos de l'est d'Angola. UNITA va ser fundada el 1966 per Jonas Savimbi, que fins llavors havia estat un destacat líder del FNLA. Durant la guerra anticolonial, la UNITA va rebre algun suport de la República Popular de la Xina. Amb l'inici de la guerra civil, els Estats Units van decidir donar suport a la UNITA i van augmentar considerablement la seva ajuda a la UNITA durant les dècades següents. No obstant això, en aquest últim període, el principal aliat d'UNITA va ser la República de Sud-àfrica.

## Arrels del conflicte
Angola, igual que la majoria dels països africans, es va constituir com a nació a través de la intervenció colonial. En el cas d'Angola, la seva potència colonial-Portugal- va estar present i activa al territori, d'una manera o altra, durant més de quatre segles.

### Divisions ètniques

Mapa dels principals grups ètnics d'Angola c.1970

La població originària d'aquest territori eren grups khoisan dispersos. Aquests van ser absorbits o empesos cap al sud, on encara existeixen grups residuals, per una afluència massiva de pobles bantus que provenien del nord i de l'est.
L'afluència bantu va començar cap al 500 aC, i alguns van continuar les seves migracions dins del territori fins al segle xx. Van establir una sèrie d'unitats polítiques importants, de les quals el més important era l'Imperi del Congo, el centre del qual estava situat al nord-oest del que avui és Angola, i que s'estenia cap al nord a l'oest de la actual República Democràtica del Congo (RDC), el sud i l'oest de la República del Congo contemporània i fins i tot la part més meridional del Gabon.
També de rellevància històrica van ser els regnes Ndongo i Matamba al sud de l'Imperi del Congo, a la zona ambundu. A més, l'Imperi Lunda, al sud-est de l'actual RDC, va ocupar una part del que avui és el nord-est d'Angola. Al sud del territori, i al nord de l'actual Namíbia, es troba el regne Kwanyama, juntament amb regnes menors a les terres altes centrals. Totes aquestes unitats polítiques van ser un reflex de les escletxes ètniques que es van desenvolupar lentament entre les poblacions bantus i van ser fonamentals per consolidar aquestes escletxes i fomentar l'aparició d'identitats socials noves i diferents.

### Colonialisme portuguès
Vers la fi del segle xv, els colons portuguesos es van posar en contacte amb el regne del Congo, mantenint una presència contínua al seu territori i que després van tenir una gran influència cultural i religiosa. El 1575, Portugal va establir un poblat i fort anomenat Sant Pau de Luanda a la costa sud de l'Imperi del Congo, en una zona habitada pels ambundu. Un altre fort, Benguela, va ser establert a la costa més al sud, en una regió habitada per avantpassats de la població ovimbundu.
Cap dels dos esforços d'assentament portuguès tenia el propòsit de la conquesta territorial. És cert que a poc a poc van arribar a ocupar-se i cultivar una àmplia zona al voltant dels seus caps de pont inicials (en el cas de Luanda, principalment al llarg del riu Cuanza). Tanmateix, la seva funció principal era el comerç, i el comerç d'esclaus. Compraven els esclaus a intermediaris africans i els venien a Brasil i al Carib. A més, Benguela va desenvolupar un comerç en ivori, cera i mel, que van comprar a les caravanes ovimbundu que obtenien aquests productes d'entre els pobles Ganguela a la part oriental del que ara és Angola.

Colònies portugueses a Àfrica durant la Guerra Colonial Portuguesa (1961–74)

No obstant això, la presència portuguesa a la costa angolesa va romandre limitada durant gran part del període colonial. El grau d'assentament colonial real era menor i, amb poques excepcions, els portuguesos no interferien per mitjans que no fossin comercials en les dinàmiques socials i polítiques dels pobles indígenes. No hi havia una delimitació real del territori; Angola, a tots els efectes, encara no existia.
Al segle xix, els portuguesos van començar un programa més seriós d'avançar cap a l'interior continental. No obstant això, la seva intenció era menys una ocupació territorial i més establir una sobirania de facto que els permetés establir xarxes comercials i alguns assentaments. En aquest context, també es van moure cap al sud per la costa i van fundar el "tercer cap de pont" de Moçâmedes. En el transcurs d'aquesta expansió, van entrar en conflicte amb diverses unitats polítiques africanes.
L'ocupació territorial només es va convertir en una preocupació central per Portugal en les últimes dècades del segle xix, durant la "Cursa per l'Àfrica" de les grans potències, especialment després de la Conferència de Berlín de 1884. Es van organitzar diverses expedicions militars com a condicions prèvies per a l'obtenció de territoris que aproximadament corresponien a l'actual Angola. Tanmateix, cap el 1906 només un 6% d'aquest territori estava ocupat efectivament, i les campanyes militars havien de continuar. A mitjans dels anys 1920, els límits del territori van ser finalment fixats, i l'última "resistència primària" va ser eliminada a principis dels anys quaranta. Per tant, és raonable parlar d'Angola com una entitat territorial definida des d'aquest moment.
El 12 de maig de 1886 incorpora Angola com a colònia i el 1951 esdevé una província portuguesa d'ultramar. En 1956 es forma el Moviment Popular per a l'Alliberament d'Angola (MPLA) i comença a organitzar estratègies per lluitar contra el domini portuguès.

### Construcció de la independència i tensions creixents

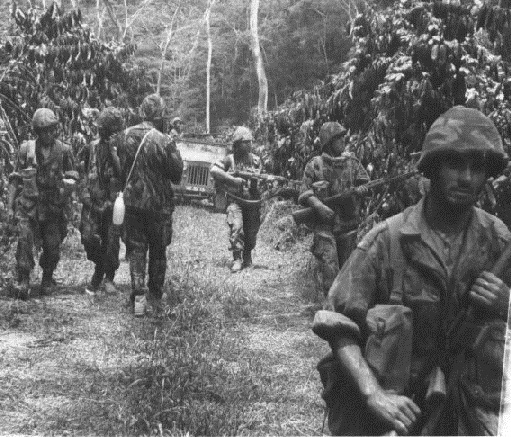
Soldats de l'Exèrcit Portuguès operant a la selva angolesa, anys 1960

El 1961, la FNLA i el MPLA, amb seu als països veïns, van començar una campanya de guerrilles contra el govern portuguès en diversos fronts. La guerra colonial portuguesa, que inclou la Guerra de la Independència d'Angola, va durar fins al derrocament de l'Estado Novo en 1974 després de la revolució dels clavells a Lisboa. Quan es va donar a conèixer el calendari d'independència, la majoria dels aproximadament 500.000 lusoangolesos van fugir del territori durant les setmanes abans o després d'aquest termini. Portugal va deixar un país recentment independent la població del qual estava composta principalment per pobles ambundu, ovimbundu i bakongo. Els portuguesos que vivien a Angola representaven la majoria dels treballadors qualificats en l'administració pública, l'agricultura i la indústria. Un cop fugits del país, l'economia nacional va començar a enfonsar-se en la depressió econòmica.
El govern de Sud-àfrica es va involucrar inicialment en un esforç per contrarestar la presència xinesa a Angola, que es temia que podria augmentar el conflicte en un teatre local de la Guerra Freda. El 1975, el primer ministre sud-africà B.J. Vorster va autoritzar Operació Savana que va començar com un esforç per protegir els enginyers que construïen l'embassament de Calueque, després se'n fan fer càrrec els soldats rebels d'UNITA. L'embassament, pagat per Sud-àfrica, es va sentir en perill. La Força de Defensa de Sud-àfrica (SADF) va enviar una força blindada per assegurar Calueque, i des d'això l'Operació Savana va escalar, no hi havia un govern formal i, per tant, cap autoritat clara. Els sud-africans van comprometre milers de soldats a la intervenció i, finalment, es van enfrontar amb les forces cubanes que van assistir al MPLA.

## Dècada del 1970

### Independència
El 25 d'abril de 1974 es va produir a Portugal un alçament militar per oficials intermedis de la jerarquia militar conegut com la revolució dels clavells, que va posar fi a la dictadura d'António de Oliveira Salazar. Això posava punt final a la Guerra de la Independència d'Angola, els partits del conflicte van signar el tractat d'Alvor el 15 de gener de 1975. El juliol de 1975, el MPLA va foragitar violentament al FNLA de Luanda, i UNITA es va retirar voluntàriament a la seva fortalesa al sud. A l'agost, el MPLA tenia el control d'11 de les 15 capitals de província, incloses Cabinda i Luanda. Sud-àfrica va intervenir el 23 d'octubre, enviant entre 1.500 i 2.000 tropes de Namíbia al sud d'Angola per donar suport al FNLA i a UNITA. Zaire, en un intent d'instal·lar un govern pro Kinshasa i frustrar l'arribada al poder del MPLA, va desplegar cotxes blindats, paracaigudistes i tres batallons d'infanteria a Angola en suport de la FNLA. En tres setmanes les forces sud-africanes i UNITA havien capturat cinc capitals provincials, incloses Novo Redondo i Benguela. En resposta a la intervenció sud-africana, Cuba va enviar 18.000 soldats com a part d'una intervenció militar a gran escala anomenada Operació Carlota en suport del MPLA. Cuba havia proporcionat inicialment al MPLA 230 assessors militars abans de la intervenció sud-africana. La intervenció cubana va resultar decisiva per repel·lir l'avenç sud-africà-UNITA. El FNLA també fou derrotat en la batalla de Quifangondo i es va veure obligat a retirar-se cap al Zaire. La derrota de la FNLA va permetre al MPLA consolidar el poder sobre la capital Luanda.

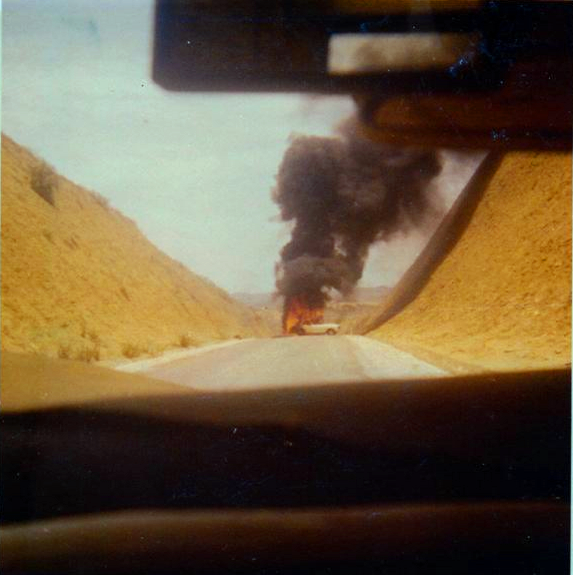
Vehicle del MPLA destruït en combats vora Novo Redondo, final de 1975.

Agostinho Neto, líder del MPLA, va declarar la independència de l'Àfrica Occidental Portuguesa com a República Popular d'Angola l'11 de novembre de 1975. UNITA va declarar la independència d'Angola com la República Social Democràtica d'Angola, amb base a Huambo, i el FNLA van declarar la República Democràtica d'Angola amb base a Ambriz. El FLEC, armat i recolzat pel govern francès, va declarar la independència de la República de Cabinda des de París. El FNLA i UNITA van forjar una aliança el 23 de novembre, proclamant el seu propi govern de coalició a Huambo amb Holden Roberto i Jonas Savimbi com a copresidents, i José Ndelé i Johnny Eduardo Pinnock com a co-primer ministres. El nou govern d'António de Spínola havia acordat donar la independència a Angola l'11 de novembre de 1975 i els militars portuguesos, encapçalats pel governador, l'almirall Rosa Countinho, i el capità Martins, d'acord amb els pactes signats, van entregar el poder de la colònia al Moviment Popular per a l'Alliberament d'Angola.
A principis de novembre de 1975, el govern sud-africà va advertir a Savimbi i Roberto que la Força de Defensa de Sud-àfrica (SADF) aviat acabaria amb les operacions a Angola) malgrat el fracàs de la coalició de capturar Luanda i, per tant, garantir el reconeixement internacional del seu govern. Savimbi, desesperat per evitar la retirada de Sud-àfrica, va demanar al general Constand Viljoen que organitzés una reunió amb el primer ministre de Sud-àfrica, John Vorster, que havia estat l'aliat de Savimbi des d'octubre de 1974 A la nit del 10 de novembre, el dia anterior a la declaració formal d'independència, Savimbi va volar secretament a Pretòria per reunir-se amb Vorster. En una reversió política, Vorster no només va acordar mantenir les seves tropes a Angola fins a novembre, sinó que també va prometre retirar la SADF només després de la reunió de la OUA el 9 de desembre. Els soviètics, conscients de l'activitat sud-africana al sud d'Angola, van enviar per avió soldats cubans a Luanda la setmana abans de la independència. Mentre els oficials cubans lideraven la missió i proporcionaven la major part de la força de tropes, 60 oficials soviètics a la República del Congo es van unir als cubans el 12 de novembre. Els dirigents soviètics van prohibir expressament als cubans intervenir en la guerra civil d'Angola, centrant la seva missió en contenir Sud-àfrica.
En 1975 i 1976 la majoria de tropes estrangeres, llevat les cubanes, va marxar del país. Els darrers elements de l'exèrcit portuguès marxaren en 1975 i els soldats sud-africans marxaren en febrer de 1976. Tanmateix, les tropes cubanes a Angola s'incrementaren de 5.500 en desembre de 1975 a 11,000 en febrer de 1976. Suècia proporcionà assistència humanitària tant al SWAPO com al MPLA a mitjans de la dècada de 1970, va plantejar regularment el tema d'UNITA en les discussions polítiques entre els dos moviments.

### Esmena Clark

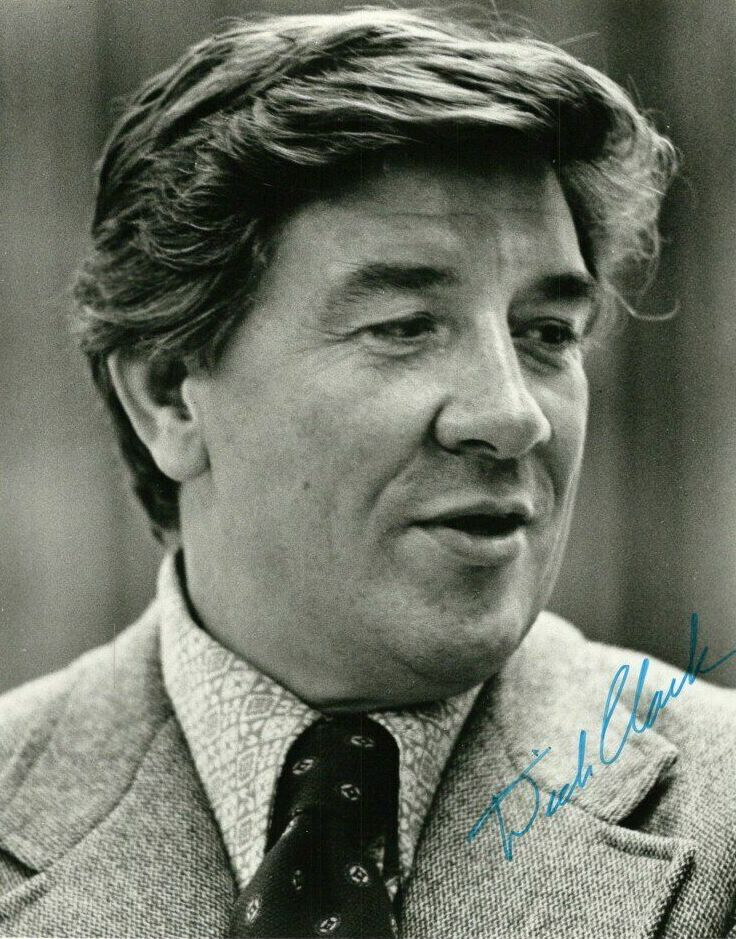
Senador Dick Clark

PEl President dels Estats Units Gerald Ford va aprovar una ajuda encoberta a la UNITA i al FNLA a través de l'Operation IA Feature el 18 de juliol de 1975, malgrat la forta oposició dels funcionaris del Departament d'Estat i la Agència Central d'Intel·ligència (CIA). Ford va dir a William Colby, director de la CIA, que establís l'operació, proporcionant 6 milions de dòlars inicials. Va concedir $ 8 milions addicionals el 27 de juliol i uns altres $ 25 milions a l'agost.
Dos dies abans de l'aprovació del programa, Nathaniel Davis, el secretari d'Estat adjunt, va dir a Henry Kissinger, el Secretari d'Estat dels Estats Units, que creia que mantenir el secret d'IA Feature seria impossible. Davis va predir correctament que la Unió Soviètica respondria augmentant la seva participació en el conflicte angolès, donant lloc a més violència i publicitat negativa per als Estats Units. Quan Ford va aprovar el programa, Davis va renunciar. John Stockwell, el cap de l'estació de la CIA a Angola, es va fer ressò de la crítica de Davis, dient que l'èxit requeria l'expansió del programa, però la seva mida ja superava el que podia amagar-se als ulls públics. El cap de Davis, l'ambaixador dels Estats Units a Xile, Edward Mulcahy, també es va oposar a la participació directa. Mulcahy va presentar tres opcions per a la política dels Estats Units vers Angola el 13 de maig de 1975. Mulcahy creuia que l'administració de Ford podia utilitzar la diplomàcia per fer campanya contra l'ajuda exterior a la MPLA comunista, negar-se a donar suport a la lluita entre faccions o augmentar el suport a FNLA i UNITA. Tanmateix, va advertir que donar suport a UNITA no li semblaria bé a Mobutu Sese Seko, el president del Zaire.
Dick Clark, un senador demòcrata per Iowa, va descobrir l'operació durant una missió d'investigació a l'Àfrica, però Seymour Hersh, periodista del "The New York Times", va revelar IA Feature al públic el 13 de desembre de 1975. Clark proposà una esmena a l'Arms Export Control Act, que prohibia l'ajut a grups privats implicats en operacions militars o paramilitars a Angola. El Senat dels Estats Units va aprovar el projecte de llei, votat 54-22 el 19 de desembre de 1975, i la Cambra de Representants dels Estats Units va aprovar el projecte de llei, votat 323-99 el 27 de gener de 1976. Ford va signar el projecte de llei el 9 de febrer de 1976. Fins i tot després que l'Esmena Clark esdevingués llei, l'aleshores director de la CIA George H. W. Bush, es va negar a concedir que totes les ajudes dels EUA a Angola havien cessat. Segons l'analista d'assumptes estrangers, Jane Hunter, Israel va entrar com a venedor d'armes subsidiari per a Sud-àfrica després de l'aprovació de l'Esmena Clark. Israel i Sud-àfrica van establir una llarga aliança militar, en la qual Israel va proporcionar armes i entrenament, així com la realització d'exercicis militars conjunts.
El govern dels EUA va vetar l'entrada d'Angola a les Nacions Unides el 23 de juny de 1976. Zambia va prohibir a UNITA llançar atacs des del seu territori el 28 de desembre de 1976 després que Angola sota el govern del MPLA esdevingué membre de les Nacions Unides. Segons l'ambaixador William Scranton, els Estats Units es van abstenir de votar sobre la qüestió d'Angola convertint-se en un estat membre de l'ONU "per respecte als sentiments expressats pels seus [nostres] amics africans".

### El Vietnam de Cuba

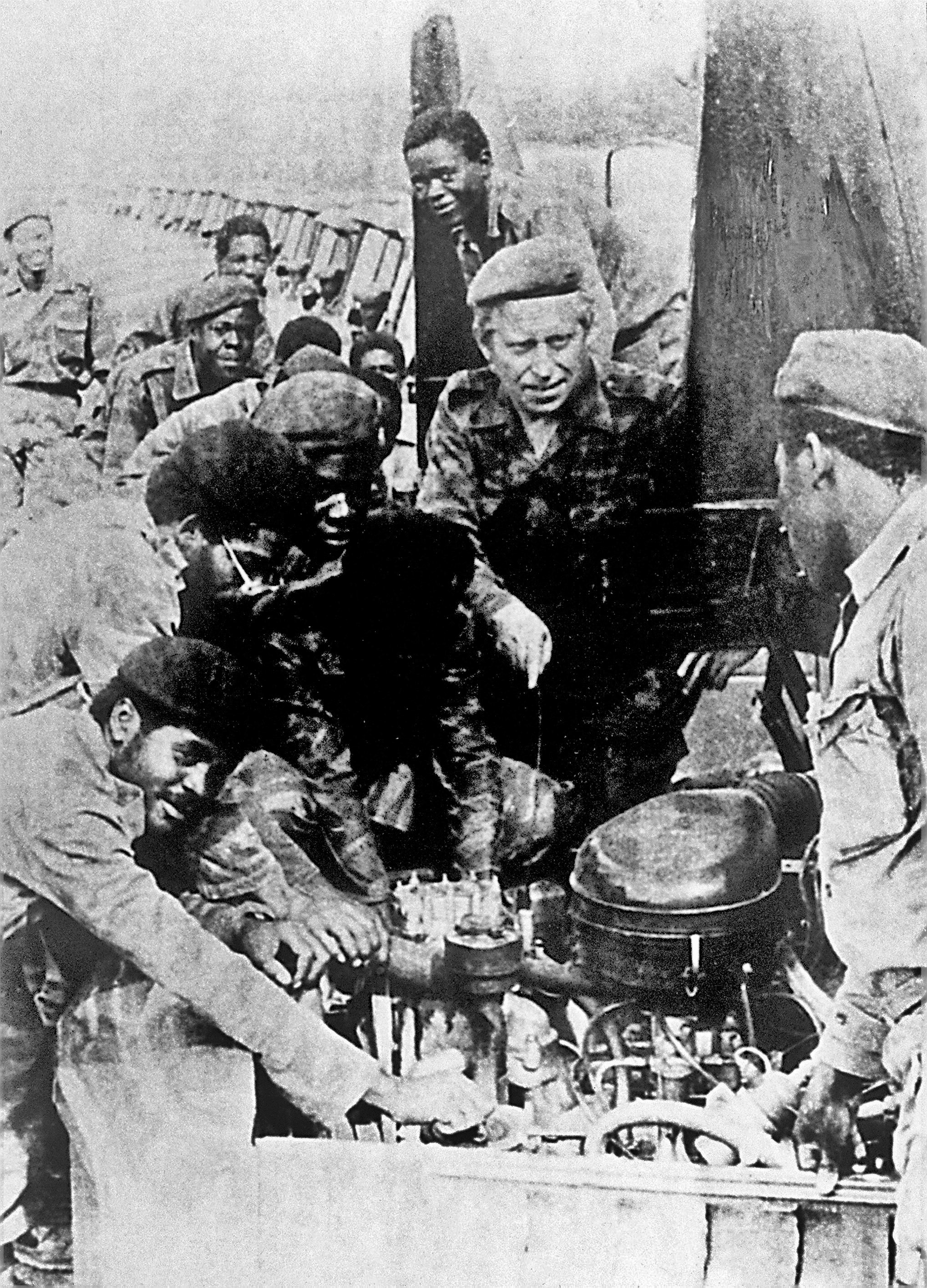
Assessors militars comunistes amb soldats del MPLA a Angola, 1983

La Guerra de Vietnam va temperar la participació estrangera en la guerra civil d'Angola, ja que ni la Unió Soviètica ni els Estats Units volien implicar-se en un conflicte intern d'importància força discutible pel que fa a guanyar la Guerra Freda. El periodista de CBS News Walter Cronkite va difondre aquest missatge en les seves emissions per "tractar de jugar la nostra petita part en la prevenció d'aquest error." El Politburó va debatre acaloradament la mesura en que la Unió Soviètica donaria suport a una ofensiva continuada del MPLA en febrer de 1976. El ministre d'Afers Exteriors, Andrei Gromyko, i el primer ministre de la Unió Soviètica, Aleksei Kosygin, van liderar una facció que afavoria menys suport per al MPLA i més èmfasi en la preservació de l'entesa amb occident. Leonid Brezhnev, llavors cap de la Unió Soviètica, es va imposar a la facció dissident i l'aliança soviètica amb el MPLA va continuar fins i tot quan Neto va reafirmar públicament la seva política de no alineament en el 15è aniversari de la Primera Revolta.
El govern del MPLA i les tropes cubanes tenien control sobre totes les ciutats del sud el 1977, però les carreteres del sud van patir repetits atacs d'UNITA. Savimbi va expressar la seva voluntat d'apropament amb el MPLA i la formació d'un govern socialista unitari, però va insistir primer en la retirada cubana. "El veritable enemic és el colonialisme cubà", va dir Savimbi a la premsa, advertint: "Els cubans s'han apoderat del país, però tard o d'hora patiran el seu propi Vietnam a Angola". El MPLA i les tropes cubanes van utilitzar llençaflames, bulldozers i avions amb napalm per destruir pobles en una àrea de 2,6 kilòmetres d'ample al llarg de la frontera entre Angola i Namíbia. Només les dones i els nens travessaren aquesta zona, "corredor de Castro", perquè les tropes del MPLA havien mort tots els homes majors de deu anys per evitar que s'unissin a UNITA. El napalm va matar el bestiar per alimentar les tropes governamentals i prendre represàlies contra els simpatitzants d'UNITA. Molts civils van fugir de casa seva; 10.000 van al sud cap a Namíbia i 16.000 a l'est a Zàmbia, on van viure en camps de refugiats.

### Invasions de Shaba

Província de Shaba, Zaire

Uns 1.500 membres del Front per l'Alliberament Nacional del Congo (FNLC) van envair la província de Shaba (actual província de Katanga) al Zaire des de l'est d'Angola el 7 de març de 1977. El FNLC volia per derrocar Mobutu, i el govern del MPLA, que patia el suport de Mobutu al FNLA i a UNITA, no va intentar aturar la invasió. El FNLC no va aconseguir capturar Kolwezi, el cor econòmic de Zaire, sinó que va prendre Kasaji i Mutshatsha. L'exèrcit de Zaire (les Forces Armades Zaïreses) va ser derrotades sense dificultat i el FNLC va continuar avançant. El 2 d'abril, Mobutu va recórrer a William Eteki de Camerun, president de l'Organització de la Unitat Africana, per obtenir assistència. Vuit dies més tard, el govern francès va respondre a la crida de Mobutu i va transportar 1.500 tropes marroquines a Kinshasa. Aquesta força va treballar conjuntament amb l'exèrcit Zaire, el FNLA i els pilots de l'exèrcit d'Egipte van volar els avions de combat Mirage del Zaire, per expulsar al FNLC. La força contra la invasió va empènyer fins l'últim dels militants, juntament amb nombrosos refugiats, a Angola i Zàmbia l'abril de 1977.
Mobutu va acusar al MPLA, als governs cubà i soviètic de complicitat en la guerra. Mentre Neto va donar suport a la FNLC, el suport del govern del MPLA va respondre al suport continuat de Mobutu per al FNLA d'Angola L'Administració Carter, no convençuda de la implicació cubana, va respondre oferint un ajut no militars de menys de 15 milions de dòlars. La timidesa estatunidenca durant la guerra va provocar un canvi en la política exterior de Mobutu Sese Seko d'un major compromís amb França, que es va convertir en el major proveïdor d'armes de Zaire després de la intervenció. Neto i Mobutu signaren un acord fronterer el 22 de juliol de 1977.
John Stockwell, el cap de l'estació de la CIA a Angola, va renunciar després de la invasió, publicant a The Washington Post l'article "Why I'm Leaving of the CIA" l'abril de 1977, clamant que havia advertit al secretari de l'Estat Henry Kissinger que continuar el suport estatunidenc als rebels antigovernamentals a Angola podria provocar una guerra amb el Zaire. També va dir que la implicació soviètica encoberta a Angola va venir després, i en resposta a la participació dels Estats Units.
El FNLC va tornar a envair Shaba l'11 de maig de 1978, capturant Kolwezi en dos dies. Mentre l'Administració de Carter havia acceptat la insistència de Cuba en la seva no participació en Shaba I i, per tant, no va mantenir amb Mobutu, el govern estatunidenc va acusar Castro de complicitat. Aquesta vegada, quan Mobutu va recórrer a l'ajuda exterior, el govern dels EUA va treballar amb els militars francesos i belgues per derrotar la invasió, la primera cooperació militar entre França i els Estats Units des de la guerra del Vietnam. La Legió Estrangera Francesa va recuperar Kolwezi després d'una batalla de set dies i va transportar 2.250 ciutadans europeus a Bèlgica, però no abans que la FNLC massacrés 80 europeus i 200 africans. En un cas, la FNLC va matar 34 civils europeus que s'havien amagat en una habitació. El FNLC es va retirar a Zàmbia i va prometre tornar a Angola. L'exèrcit de Zaire va desallotjar per la força civils al llarg de la frontera de Shaba amb Angola. Mobutu, que volia evitar qualsevol possibilitat d'una altra invasió, va ordenar a les seves tropes que disparessin el que veiessin.
Les negociacions mediades pels Estats Units entre els governs del MPLA i Zaire van portar a un acord de pau el 1979 i el final del suport a les insurreccions als països respectius. Zaire va interrompre temporalment el suport a FLEC, la FNLA i la UNITA, i Angola va prohibir noves activitats del FNLC.

### Nitistes
A la fi dels anys 70, el ministre de l'Interior Nito Alves s'havia convertit en un membre poderós del govern del MPLA. Alves havia aconseguit expulsar la Revolta do Leste de Daniel Chipenda i la Revolta Activa durant la Guerra de la Independència d'Angola. El fraccionisme dins del MPLA es va convertir en un repte important per al poder de Neto a final de 1975 i Neto va donar a Alves la tasca de tornar a fixar la dissidència. Alves va tancar els comitès Cabral i Henda mentre expandia la seva influència dins del MPLA a través del control dels diaris nacionals i la televisió estatal. Alves va visitar la Unió Soviètica l'octubre de 1976, i podria haver obtingut el suport soviètic per un cop d'estat contra Neto. Quan tornava, Neto sospitava del poder creixent d'Alves i buscava neutralitzar-lo i els seus seguidors, els Nitistes. Neto va convocar una reunió plenària del Comitè Central del MPLA. Neto va designar formalment el partit com a marxista-leninista, i va establir una Comissió d'Investigació. Neto va utilitzar la comissió per atacar els nitistes i va ordenar a la comissió que emetés un informe dels seus resultats el març de 1977. Alves i el cap de l'Estat Major, José Van-Dunem, el seu aliat polític, van començar a planificar un cop d'estat contra Neto.

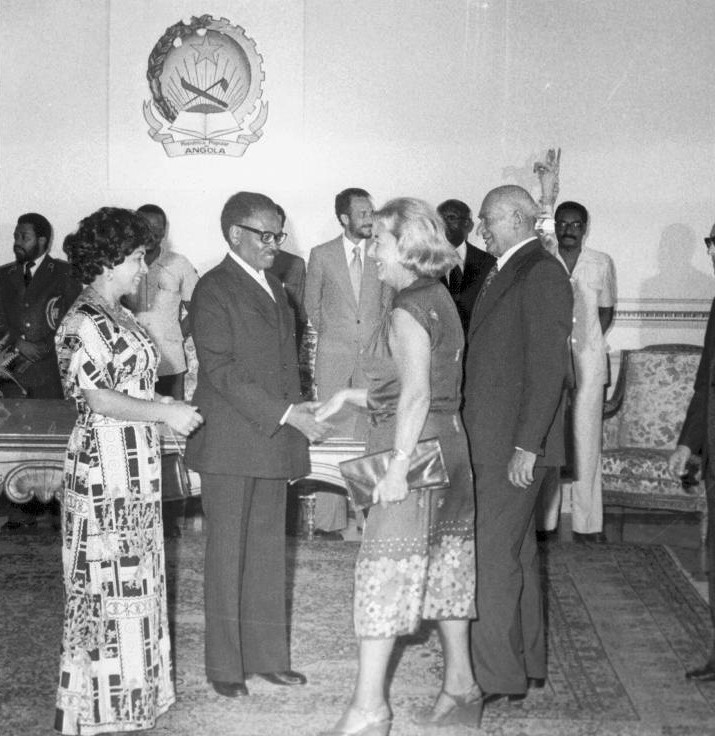
Agostinho Neto, líder del MPLA i primer president d'Angola, es troba amb l'ambaixador de Polònia a Luanda, 1978

Alves i Van-Dunem van planejar arrestar Neto el 21 de maig abans d'arribar a una reunió del Comitè Central i abans que la comissió publiqués el seu informe sobre les activitats dels Nitistes. Tanmateix, el MPLA va canviar la ubicació de la reunió poc abans del seu inici programat, i va tirar els plans dels traïdors per terra, però Alves va assistir a la reunió i es va enfrontar a la comissió de totes maneres. La comissió va llançar el seu informe, acusant-lo del fraccionisme. Alves va reaccionar, denunciant Neto per no alinear Angola amb la Unió Soviètica. Després de dotze hores de debat, el partit va votar 26 a favor i 6 en contra per expulsar a Alves i Van-Dunem de les seves posicions.
En suport d'Alves i els colpistse, la VIII Brigada de les Forces Armades Populars d'Alliberament d'Angola (FAPLA) va entrar a la presó de São Paulo el 27 de maig, matant al guàrdia penitenciari i lliurant més de 150 nitistes. La vuitena brigada es va fer càrrec de l'estació de ràdio a Luanda i va anunciar el seu cop d'estat, anomenant-se el Comitè d'Acció del MPLA. La brigada va demanar als ciutadans que mostressin el seu suport al cop manifestant-se davant del palau presidencial. Els nitistes van capturar a Bula i Dangereaux, generals lleials a Neto, però Neto havia traslladat la seva base d'operacions des del palau al Ministeri de Defensa per por d'aquest aixecament. Les tropes cubanes lleials a Neto van reprendre el palau i van marxar a l'estació de ràdio. Els cubans van aconseguir prendre l'estació de ràdio i van anar a la caserna de la VIII Brigada, recapturant-la a les 1:30 p.m. Mentre la força cubana va capturar el palau i l'estació de ràdio, els nitisets van segrestar set membres del govern i militars, disparant i matant-ne sis.
El govern del MPLA va arrestar desenes de milers de sospitosos nitistes de maig a novembre i els va jutjar en tribunals secrets supervisats pel ministre de Defensa, Iko Carreira. Els que van ser considerats culpables, inclosos Van-Dunem, Jacobo "Monstruo Inmortal" Caetano, el cap de la VIII Brigada, i el comissari polític Eduardo Evaristo, van ser assassinats i enterrats en fosses secretes. Es va estimar que almenys 2.000 seguidors (o presumptes seguidors) de Nito Alves havien estat assassinats per tropes cubanes i del MPLA després de les seqüeles, amb algunes estimacions que reclamaven fins a 70.000 morts. L'intent de cop d'estat va tenir un efecte durador sobre les relacions exteriors d'Angola. Alves s'havia oposat a la política exterior de Neto de no alineament, socialisme evolutiu i multiracialisme, afavorint relacions més fortes amb la Unió Soviètica, a qui Alves volia concedir bases militars a Angola. Mentre que els soldats cubans van ajudar activament Neto a oposar el cop, Alves i Neto van creure que la Unió Soviètica s'oposava a Neto. El ministre de les Forces Armades cubanes, Raúl Castro, va enviar quatre mil efectius addicionals per evitar dissensions a les files de l'MPLA i es va reunir amb Neto a l'agost en una mostra de solidaritat. Per contra, la desconfiança de Neto al lideratge soviètic va augmentar i les relacions amb la URSS van empitjorar. Al desembre, el MPLA va celebrar el seu primer Congrés del partit i va canviar el seu nom al MPLA-Partit dels Treballadors (MPLA-PT). El cop nitista es va cobrar un pes en la pertinença a l'MPLA. El 1975 el MPLA havia arribat a 200.000 membres, però després del primer congrés del partit, aquest nombre es va reduir a 30.000.

### Substitució de Neto
Els soviètics, que volien establir bases militars permanents a Angola, van intentar augmentar la seva influència, però tot i la persistència de l'ambaixador soviètic G. A. Zverev, Neto es va mantenir en les seves posicions, negant-se a permetre la construcció de bases militars permanents. Com que Alves ja no era una possibilitat, la Unió Soviètica va recolzar al Primer Ministre Lopo do Nascimento contra Neto per al lideratge del MPLA. Neto es va moure ràpidament, aconseguint que el Comitè Central del partit fdesposseís Nascimento dels seus càrrecs com a primer ministre, secretari del Politburó, director de la televisió nacional i director de "Jornal de Angola". Poc més tard es van abolir els càrrecs del Primer Ministre i de viceprimer ministre.
Neto va diversificar la composició ètnica del buró polític de l'MPLA, ja que va reemplaçar a l'antiga guàrdia amb sang nova, incloent José Eduardo dos Santos. Quan va morir el 10 de setembre de 1979, el comitè central del partit va votar unànimement elegir dos Santos com a president.

## Dècada del 1980

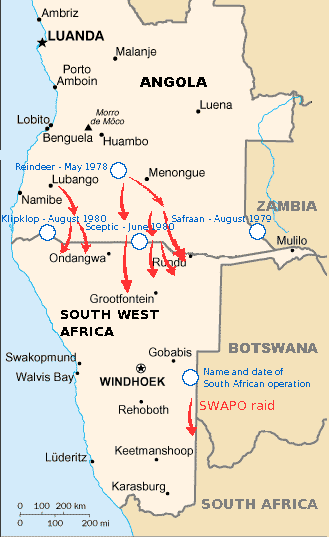
Mapa de les operacions de Sud-àfrica contra el SWAPO, 1978–1980.

Sota el lideratge de dos Santos, les tropes angoleses van travessar la frontera cap a Namíbia per primera vegada el 31 d'octubre, entrant a la regió de Kavango. L'endemà, Dos Santos va signar un pacte de no agressió amb Zàmbia i Zaire. A la dècada de 1980, els combats es van estendre cap a l'exterior del sud-est d'Angola, on la majoria dels combats van tenir lloc a la dècada de 1970, ja que l'Exèrcit Nacional Congolès (ANC) i el SWAPO van augmentar la seva activitat. El govern sud-africà va respondre enviant tropes cap a Angola, intervenint en la guerra des de 1981 fins a 1987, el que va obligar a la Unió Soviètica a lliurar quantitats massives d'ajuda militar des de 1981 fins a 1986. La URSS va donar al MPLA més de 2 milions US $ en ajuts l'any 1984. En 1981, el recentment nomenat pel nou president dels Estats Units, Ronald Reagan, secretari d'estat per als assumptes d'Àfrica, Chester Crocker, va desenvolupar una política de vincles, lligant la independència de Namíbia a la retirada de Cuba i la pau a Angola.
Els militars sud-africans van atacar els insurgents a la província de Cunene el 12 de maig de 1980. El ministeri de defensa de l'Angola va acusar al govern sud-africà de ferir i matar civils. Nou dies després, el SADF va atacar de nou, aquesta vegada a Cuando Cubango, i el MPLA va amenaçar amb respondre militarment. El SADF va llançar una invasió a Angola a gran escala a través de Cunene i Cuando Cubango el 7 de juny, i va destruir al caserna general de comandament operatiu del SWAPO el 13 de juny, en el que el primer ministre Pieter Willem Botha va qualificar d'un "atac de xoc". El govern de la MPLA va arrestar 120 angolesos que estaven planejant posar explosius a Luanda, i el 24 de juny van frustrar una conspiració suposadament orquestrada pel govern sud-africà. Tres dies més tard, el Consell de Seguretat de les Nacions Unides es va reunir a instàncies de l'ambaixador d'Angola a l'ONU, E. de Figuerido, i va condemnar les incursions de Sud-àfrica a Angola. El president Mobutu del Zaire també es va alinear amb el MPLA. El govern del MPLA va registrar 529 casos en què reclamaven que les forces sud-africanes violaven la sobirania territorial d'Angola entre gener i juny de 1980.
Cuba va augmentar la seva força de tropes a Angola de 35.000 en 1982 fins a 40.000 en 1985. Les forces sud-africanes van intentar capturar Lubango, capital de la província de Huila, a l'Operació Askari el desembre de 1983.
A més, per millorar la capacitat de combat de l'MPLA, Romania va enviar 150 instructors de vol i un altre personal de l'aviació que va contribuir a l'establiment d'una Escola d'Aviació Militar d'Angola.
El 2 de juny de 1985, els activistes conservadors nord-americans van celebrar la Internacional Democràtica, una trobada simbòlica de militants anticomunistes, a la seu de la UNITA a Jamba. Fundada pel fundador de Rite Aid Lewis Lehrman i organitzat per militants anticomunistes Jack Abramoff i Jack Wheeler, entre els participants hi haviaSavimbi, Adolfo Calero, líder dels contras de Nicaragua, Pa Kao Her, cap rebel dels hmong laosians, el tinent coronel Oliver North, forces de seguretat sud-africanes, Abdurrahim Wardak, líder mujahidí afganès, Jack Wheeler, advocat i polític conservador estatunidenc, i molts altres. L'administració Ronald Reagan, tot i que no volia donar suport públic a la reunió, va expressar la seva aprovació en privat. Els governs d'Israel i Sud-àfrica van donar suport a la idea, però els dos països respectius van considerar desaconsellable acollir la conferència.
Els participants van publicar un comunicat que indicava,
Nosaltres, els pobles lliures que lluitem per la nostra independència nacional i els drets humans, reunits a Jamba, declarem la nostra solidaritat amb tots els moviments de la llibertat del món i manifestem el nostre compromís de cooperar per alliberar les nostres nacions dels imperialistes soviètics.
La Cambra de Representants dels Estats Units va votar 236 a 185 per derogar l'esmena Clark l'11 de juliol de 1985. El govern del MPLA va començar a atacar UNITA aquell mes des de Luena cap a Cazombo al llarg del ferrocarril de Benguela en una operació militar anomenada Congresso II, prenent Cazombo el 18 de setembre. El govern del MPLA va intentar sense èxit prendre el dipòsit de subministraments d'UNITA a Mavinga des de Menongue. Com que l'atac no funcionava, van sorgir interpretacions molt diferents de l'atac. UNITA va dir que oficials soviètics de parla portuguesa lideraven les tropes de FAPLA, mentre que el govern va dir que UNITA era recolzat per paracaigudistes sud-africans per derrotar l'atac de l'MPLA. El govern sud-africà va admetre lluitar a la zona, però va dir que les seves tropes lluitaven contra militants de SWAPO.

### La guerra s'intensifica
El 1986, Angola va començar a assumir un paper més central en la Guerra Freda, amb la Unió Soviètica, Cuba i altres nacions del bloc oriental millorant el suport al govern del MPLA i els conservadors estatunidencs començant a elevar el seu suport a la UNITA de Savimbi. Savimbi va desenvolupar relacions estretes amb influents conservadors estatunidencs, que van veure Savimbi com un aliat clau en l'esforç dels EUA per oposar-se i retrocedir als governs no democràtics recolzats pels soviets del món. El conflicte va augmentar ràpidament, tant amb Washington com amb Moscou, considerant-ho com un conflicte estratègic crític en la Guerra Freda.
La Unió Soviètica va donar un milió de dòlars addicionals en ajuda al govern del MPLA i Cuba va enviar 2.000 tropes addicionals a la força de 35.000 homes a Angola per protegir les plataformes petrolieres Chevron Corporation en 1986. Savimbi havia anomenat la presència de Chevron a Angola, ja protegida per les tropes cubanes, com un "objectiu" per a UNITA en una entrevista amb la revista Foreign Policy magazine el 31 de gener.
A Washington, Savimbi va forjar relacions estretes amb conservadors influents, incloent Michael Johns (analista de política exterior de The Heritage Foundation i advocat clau de Savimbi), Grover Norquist (president d'Americans for Tax Reform i assessor econòmic de Savimbi), i altres, que van jugar papers crítics a l'hora d'elevar l'ajuda escalada dels Estats Units a la UNITA de Savimbi i van visitar Savimbi a la seu de Jamba per proporcionar als rebels angolesos un líder amb orientació militar, política i d'altra índole en la seva guerra contra el govern del MPLA. Amb un suport millorat dels Estats Units, la guerra es va accelerar ràpidament, tant pel que fa a la intensitat del conflicte com també a la seva percepció com un conflicte clau en la Guerra Freda en general.
A més d'augmentar el seu suport militar a UNITA, l'administració Reagan i els seus aliats conservadors també van treballar per expandir el reconeixement de Savimbi com a aliat destacat dels Estats Units en la Guerra Freda. El gener de 1986, Reagan va convidar Savimbi a una reunió a la Casa Blanca. Després de la reunió, Reagan va parlar d'UNITA obtenint una victòria que "electrificava el món". Dos mesos més tard, Reagan va anunciar el lliurament de míssils Stinger terra-aire com a part del milió de dòlars nord-americans en ajuda que UNITA va rebre del govern dels EUA. Jeremias Chitunda, representant d'UNITA als Estats Units, esdevingué vicepresident d'UNITL'agost de 1986 en el sisè congrés del partit. Fidel Castroli va proposar a Crocker la retirada de tropes estrangeres d'Angola i Namíbia com a requisit inicial per la retirada cubana d'Angola el 10 de setembre.

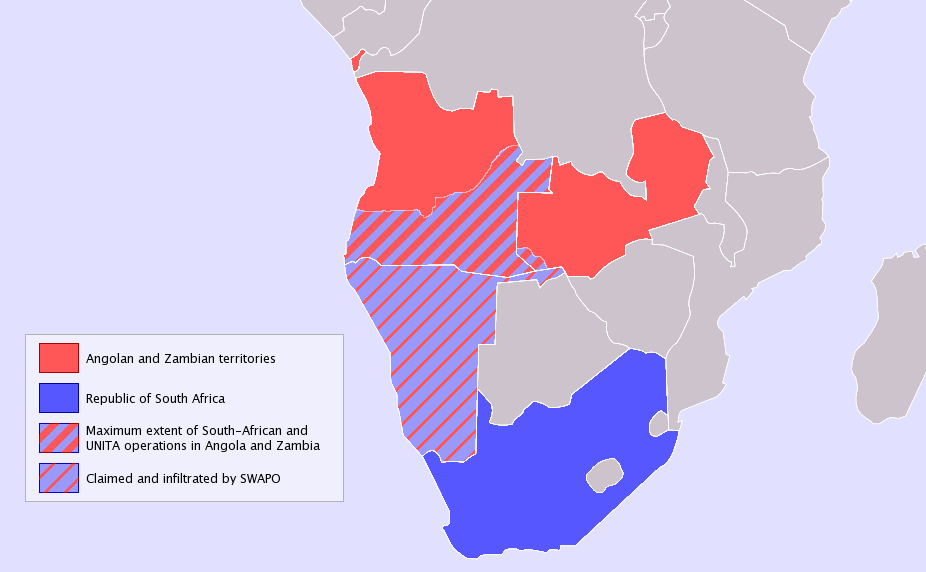
Màxima extensió de les operacions sud-africanes i d'UNITA a Angola i Zàmbia

Les tropes d'UNITA van atacar Camabatela a la província de Kwanza-Nord el 8 de febrer de 1986. ANGOP va suposar que UNITA va massacrar civils a Damba a la província de Uíge el 26 de febrer. El govern sud-africà va acceptar els principis de Crocker el 8 de març. Savimbi va proposar una treva sobre el ferrocarril de Benguela el 26 de març, i va dir que els trens de MPLA podrien passar mentre un grup internacional d'inspecció controlés els trens per evitar el seu ús per a activitats de contrainsurgència. El govern no va respondre. L'abril del 1987, Fidel Castro va enviar la 50a brigada cubana al sud d'Angola, augmentant el nombre de tropes cubanes de 12.000 a 15.000. El MPLA i els governs estatunidencs van començar a negociar el juny de 1987.

### Cuito Cuanavale i els acords de Nova York
UNITA i les forces sud-africanes van atacar la base de l'MPLA a Cuito Cuanavale a la província de Cuando Cubango del 13 de gener al 23 de març de 1988, en la segona batalla més gran de la història d'Àfrica, després de la Batalla d'El Alamein, la més gran de l'Àfrica subsahariana des de la Segona Guerra Mundial. La importància de Cuito Cuanavale no provenia de la seva grandària ni de la seva riquesa, sinó de la seva ubicació. Les Forces de Defensa de Sud-àfrica van mantenir una sobre-vigilància a la ciutat usant noves peces d'artilleria G5. Ambdós bàndols s'atribuïren la victòria en la consegüent batalla de Cuito Cuanavale.

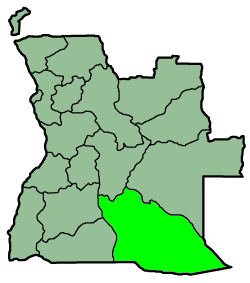
Mapa d'Angola amb la província de Cuando Cubango.

Després dels resultats indecisos de la batalla de Cuito Cuanavale, Fidel Castro va afirmar que l'augment del cost de continuar lluitant per Sud-àfrica havia situat a Cuba en la seva posició de combat més agressiva de la guerra, argumentant que es preparava per sortir d'Angola amb els seus oponents a la defensiva. Segons Cuba, el cost polític, econòmic i tècnic a Sud-àfrica de mantenir la seva presència a Angola era excessiu. Al contrari, els sud-africans creien que havien indicat la seva determinació als superpoders mitjançant la preparació d'una prova nuclear que en última instància, va obligar els cubans a un acord.
Es va dir que les tropes cubanes havien utilitzat gasos nerviosos contra les tropes d'UNITA durant la guerra civil. El toxòleg criminal belga, Dr. Aubin Heyndrickx, va estudiar suposades proves, incloses mostres de "kits d'identificació" de guerra que es van trobar després de la batalla de Cuito Cuanavale, va afirmar que "ja no hi ha dubte que els cubans utilitzaven gasos nerviosos contra les tropes del Sr. Jonas Savimbi".
El govern cubà es va unir a les negociacions el 28 de gener de 1988, i les tres parts van celebrar una ronda de negociacions el 9 de març. El govern de Sud-àfrica es va unir a les negociacions el 3 de maig i les parts es van trobar el juny i agost a Nova York i a Ginebra. Totes les parts van acordar un alto el foc el 8 d'agost. Representants dels governs d'Angola, Cuba i Sud-àfrica van signar els Acords de Nova York, concedint la independència a Namíbia i acabant amb la participació directa de tropes estrangeres en la guerra civil, a Nova York el 22 de desembre de 1988. El Consell de Seguretat de les Nacions Unides va aprovar la Resolució 626 més tard, creant la Primera Missió de Verificació de les Nacions Unides a Angola (UNAVEM), una força de manteniment de la pau. Les tropes de la UNAVEM van començar a arribar a Angola el gener de 1989.

### Alto el foc
A mesura que la Guerra Civil Angolesa va començar a assumir un component diplomàtic a més d'un militar, dos aliats clau de Savimbi, Howard Phillips de The Conservative Caucus i Michael Johns de la Fundació Heritage van visitar Savimbi a Angola, on van intentar persuadir que Savimbi anés als Estats Units a la primavera de 1989 per ajudar The Conservative Caucus, la Fundació Heritage i altres conservadors a presentar el cas per continuar amb l'ajuda dels EUA a UNITA.
El president Mobutu va convidar a 18 líders africans, Savimbi i dos Santos al seu palau a Gbadolite el juny de 1989 per negociacions. Savimbi i dos Santos es van reunir per primera vegada i van acceptar la declaració de Gbadolite, un alto el foc, el 22 de juny, preparant el camí per a un futur acord de pau. El president de Zàmbia Kenneth Kaunda va dir pocs dies després de la declaració que Savimbi havia acordat deixar Angola i exiliar-se, una afirmació qüestionada per Mobutu, Savimbi i el govern dels EUA. Dos Santos va coincidir amb la interpretació de Kaunda de les negociacions, dient que Savimbi havia acordat sortir temporalment del país.
El 23 d'agost, dos Santos es va queixar que els governs dels Estats Units i Sud-àfrica continuaven finançant UNITA, i van advertir que aquesta activitat posava en perill el gairebé fràgil l'alto el foc. L'endemà, Savimbi va anunciar que UNITA ja no complia l'alto el foc, citant la insistència de Kaunda de que Savimbi abandonés el país i UNITA es dissoldria. El govern del MPLA responia a la declaració de Savimbi movent tropes de Cuito Cuanavale, sota control de MPLA, a Mavinga ocupada per UNITA. L'alto el foc fou trencat i dos Santos i el govern dels EUA s'acusaren l'un a l'altre de la represa dels conflictes armats.

## Dècada del 1990
Els canvis polítics a l'estranger i les victòries militars a casa van permetre al govern passar d'un estat nominalment comunista a un nominalment democràtic. La declaració d'independència de Namíbia, reconeguda internacionalment l'1 d'abril, va eliminar per a l'MPLA l'amenaça de Sud-àfrica, ja que el SADF es va retirar de Namíbia. El MPLA va abolir el sistema unipartidista al juny i va rebutjar el marxisme-leninisme al tercer congrés del MPLA al desembre, canviant formalment el nom del partit del MPLA-PT a MPLA. L'Assemblea Nacional va aprovar la llei 12/91 al maig de 1991, coincidint amb la retirada de les últimes tropes cubanes, que definia Angola com un "estat democràtic basat en l'estat de dret" amb un sistema multipartidista. Els observadors van rebre aquests canvis amb escepticisme. El periodista estatunidenc Karl Maier va escriure: "En la nova Angola la ideologia es reemplaça per línia de fons, ja que la seguretat i la venda d'expertesa en armes s'han convertit en un negoci molt rendible. Amb la seva riquesa en petroli i diamants, Angola és com una gran carcassa inflamada i els voltors giren damunt d'un costat. Els antics aliats de Savimbi estan canviant de bàndol, atrets per l'aroma de la moneda dura." Es va informar que Savimbi també va depurar algunes dels membres d'UNITA a les quals va poder veure com a amenaça al seu lideratge o com qüestionar el seu curs estratègic. Entre els morts a la purga es trobaven Tito Chingunji i la seva família el 1991. Savimbi va negar la seva participació en l'assassinat de Chingunji i en va acusar els dissidents d'UNITA.

### Black, Manafort, Stone and Kelly

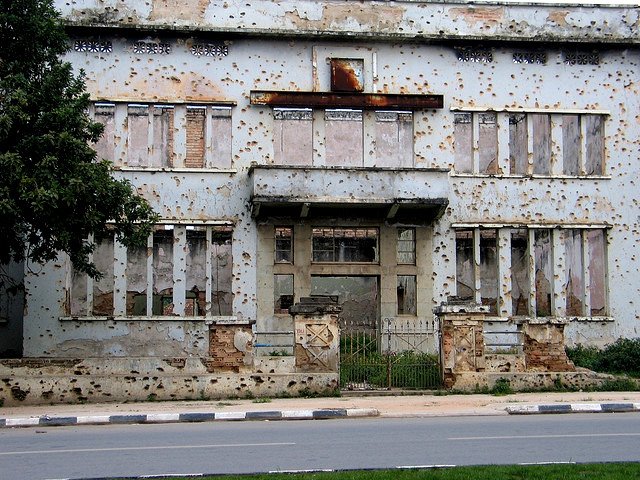
Edifici de Huambo mostrant els efectes de la guerra

Les tropes governamentals van ferir Savimbi en batalles de gener i febrer de 1990, però no prou per restringir la seva mobilitat. Es va dirigir a Washington, DC al desembre i es va reunir amb el president George H. W. Bush, el quart dels cinc viatges que va fer als Estats Units. Savimbi va pagar a Black, Manafort, Stone and Kelly, un lobby amb seu a Washington, DC, per valor de 5 milions dòlars, perquè el govern federal dels Estats Units els donés ajuda i retratés UNITA favorablement als mitjans de comunicació occidentals, i adquirís suport entre polítics a Washington.
Els senadors Larry Smith i Dante Fascell, membres senior de l'empresa, treballaven amb el representant de la Fundació Nacional Cubano-Americana Claude Pepper de Florida, Neal Blair de Free the Eagle, i el conservador Howard Phillips per rebutjar l'esmena Clark en 1985. De la derogació de l'esmena en 1985 a 1992, els Estats Units el govern va concedir a Savimbi 60 milions $ US l'any, un total de 420 milions $. Una quantitat considerable de l'ajuda es va destinar a les despeses personals de Savimbi. Black, Manafort va enregistrar registres de pressió amb el Departament de Justícia dels Estats Units mostrant les despeses de Savimbi durant les visites als Estats Units. Durant la seva visita de desembre de 1990 va gastar 136.424 dòlars a l'hotel Park Hyatt i 2.705 $ en consells. Va gastar gairebé 473,000 $ a l'octubre de 1991 durant la seva setmana de visita a Washington i Manhattan. Va gastar 98.022 dòlars en factures de l'hotel, al Park Hyatt, 26.709 dòlars en passejades per limusina a Washington i uns altres 5.293 $ a Manhattan. Paul Manafort, soci de la companyia, va cobrar a Savimbi 19.300 dòlars en consultes i més de 1.712 $ en despeses. També va comprar 1.143 dòlars en "kits de supervivència" de Motorola. Quan es va qüestionar en una entrevista el 1990 sobre els abusos contra els drets humans sota Savimbi, Black va dir: Ara, quan estàs en una guerra, tractant de gestionar una guerra, quan l'enemic ... només és a un parell d'hores de distància en qualsevol moment, no podeu regir el vostre territori d'acord amb les regles de reunió d'una ciutat New Hampshire.

### Acords de Bicesse
El president dos Santos es va trobar amb Savimbi a Lisboa, Portugal i van signar els acords de Bicesse, el primer dels tres principals acords de pau, el 31 de maig de 1991, amb la mediació del govern portuguès. Els acords van establir una transició a la democràcia multipartidista sota la supervisió de la missió de Nacions Unides UNAVEM II, amb eleccions presidencials que se celebrarien en un any. L'acord va intentar desmobilitzar els 152.000 combatents actius i integrar les tropes governamentals restants i els rebels d'UNITA en una força armada angolesa de 50.000 efectius (FAA). La FAA consistirà d'un exèrcit nacional amb 40.000 soldats, armada amb 6.000 i una força aèria amb 4.000. Tot i que UNITA no es va desarmar, la FAPLA va complir l'acord i es va desmobilitzar, deixant al govern desfavorit.
Angola va celebrar la primera volta de les seves eleccions presidencials els dies 29 i 30 de setembre de 1992. Dos Santos va rebre oficialment el 49,57% dels vots i Savimbi el 40,6%. Com que cap candidat va obtenir el 50% o més dels vots, la llei electoral va dictar una segona ronda de votació entre els dos principals contendents. Savimbi, juntament amb vuit partits de l'oposició i molts altres observadors electorals, van dir que les eleccions no eren ni lliures ni justes. Un observador oficial va escriure que hi havia poca supervisió de les Nacions Unides, que 500.000 votants d'UNITA van ser desautoritzats i que hi va haver 100 centres de votació clandestins. Savimbi va enviar Jeremias Chitunda, Vicepresident d'UNITA, a Luanda a negociar els termes de la segona volta. El procés electoral es va trencar el 31 d'octubre, quan les tropes governamentals de Luanda van atacar UNITA. Els civils, utilitzant canons que havien rebut de la policia pocs dies abans, van realitzar incursions domiciliàries amb la Policia d'Intervenció Ràpida, matant i detenint centenars de simpatitzants d'UNITA. El govern va capturar civils en camions al cementiri de Camama i al barranc de Morro da Luz, els va disparar i els va enterrar a les fosses comunes. Els assaltants van atacar el comboi de Chitunda el 2 de novembre, el van treure del cotxe i el van disparar i a ell i uns altres dos a la cara. El MPLA va massacrar més de deu mil votants d'UNITA i del FNLA a tot el país en pocs dies en el que es coneixia com la massacre de Halloween. Savimbi va dir que les eleccions no van ser lliures ni justes i es va negar a participar en la segona ronda. Després va començar a reprendre la lluita armada contra el MPLA.
A continuació, en una sèrie d'increïbles victòries, UNITA va recuperar el control de Caxito, Huambo, Mbanza Kongo, N'dalatando, i Uíge, capitals provincials que no havia controlat des de 1976, i es va llançar contra Kuito, Luena i Malange. Tot i que els governs dels Estats Units i Sud-àfrica havien deixat d'ajudar UNITA, els subministraments van continuar provenint de Mobutu al Zaire. UNITA va tractar d'arrabassar el control de Cabinda al MPLA el gener de 1993. Edward DeJarnette, cap de l'Oficina d'Enllaç d'Angola per a l'Administració Clinton, va advertir Savimbi que si UNITA impedia o detenia la producció de Cabinda, els Estats Units acabarien amb el seu suport a UNITA. El 9 de gener, UNITA va iniciar una guerra dels 55 dies sobre Huambo, la "Guerra de les Ciutats". Centenars de milers de persones van fugir i 10.000 van morir abans que la UNITA obtingués el control el 7 de març. El govern va dedicar-se a una neteja ètnica de bakongo is, en menor mesura, ovimbundua, a diverses ciutats, especialment a Luanda, el 22 de gener la massacre de Divendres sagnant. UNITA i els representants del govern es van reunir cinc dies després a Etiòpia, però les negociacions no van poder restaurar la pau. El Consell de Seguretat de les Nacions Unides va sancionar la UNITA a través de la Resolució 864 de 15 de setembre de 1993, que prohibeix la venda d'armes o combustible a UNITA.
Potser el canvi més clar en la política exterior dels Estats Units va sorgir quan el president Bill Clinton va emetre el 23 de setembre l'ordre executiva 12865 de 23 de setembre, etiquetant UNITA com una "amenaça contínua als objectius de la política exterior dels EUA". L'agost de 1993, UNITA havia guanyat el control del 70% d'Angola, però els èxits militars del govern el 1994 van obligar a UNITA a demanar la pau. El novembre de 1994, el govern havia pres el control del 60% del país. Savimbi va anomenar la situació com "crisi més profunda" d'UNITA des de la seva creació. Es calcula que potser 120.000 persones van morir en els primers divuit anys mesos després de les eleccions de 1992, gairebé la meitat del nombre de víctimes dels setze anys de guerra anteriors. Ambdues parts del conflicte van continuar cometent violacions generalitzades i sistemàtiques de les lleis de la guerra, amb UNITA, en particular culpable d'un bombardeig indiscriminat de ciutats assetjades que va provocar un gran nombre de víctimes mortals per als civils. Les forces del govern del MPLA van utilitzar el poder aeri de manera indiscriminada i van provocar altes morts de civils. El protocol de Lusaka de 1994 va reafirmar els acords de Bicesse.

### Protocol de Lusaka
Savimbi, no disposat a signar personalment un acord, havia enviat l'ex secretari general d'UNITA, Eugenio Manuvakola, a representar UNITA al seu lloc. Manuvakola i el ministre d'Afers Exteriors angolès Venâncio da Silva Moura van signar el Protocol de Lusaka a Lusaka el 31 d'octubre de 1994, acordant integrar i desarmar UNITA. Ambdues parts van signar un alto el foc com a part del protocol el 20 de novembre. Segons l'acord, el govern i UNITA iniciarien un alto el foc i es desmobilitzarien. Uns 5.500 membres d'UNITA, inclosos 180 militants, es van unir a la policia nacional angolesa, 1.200 membres d'UNITA, inclosos 40 militants, s'uniren a la policia de reacció ràpida i els generals d'UNITA es convertirien en oficials de le Forces Armades Angoleses. Els mercenaris estrangers tornarien als seus països d'origen i totes les parts deixarien d'adquirir armes estrangeres. L'acord va donar als polítics d'UNITA llars i una seu. El govern va acordar nomenar membres d'UNITA per dirigir els ministeris de Mines, Comerç, Salut i Turisme, a més de set sots-ministres, ambaixadors, els governs d'Uige, Lunda Sul i Cuando Cubango, subgovernadors, administradors municipals, administradors de comuna. El govern alliberaria a tots els presos i donaria amnistia a tots els militants implicats en la guerra civil. El president de Zimbàbue Robert Mugabe i el president de Sud-àfrica Nelson Mandela es va reunir a Lusaka el 15 de novembre de 1994 per potenciar el suport simbòlic al protocol. Mugabe i Mandela van dir que estarien disposats a reunir-se amb Savimbi i Mandela li va demanar que vingués a Sud-àfrica, però Savimbi no hi va anar. L'acord va crear una comissió mixta, integrada per funcionaris del govern d'Angola, UNITA i l'ONU amb els governs de Portugal, Estats Units i Rússia observant, per supervisar la seva implementació. Les infraccions de les disposicions del protocol serien discutides i revisades per la comissió. Les disposicions del protocol, que integraven UNITA en l'exèrcit, un alto el foc i un govern de coalició, eren similars a les del tractat d'Alvor que va concedir la independència a Angola de Portugal el 1975. Molts dels mateixos problemes ambientals, la desconfiança recíproca entre UNITA i el MPLA, la lliure circulació internacional, la importació d'armes estrangeres i un èmfasi excessiu en el manteniment de l'equilibri de poder van provocar el fracàs del protocol.

### Control d'armes

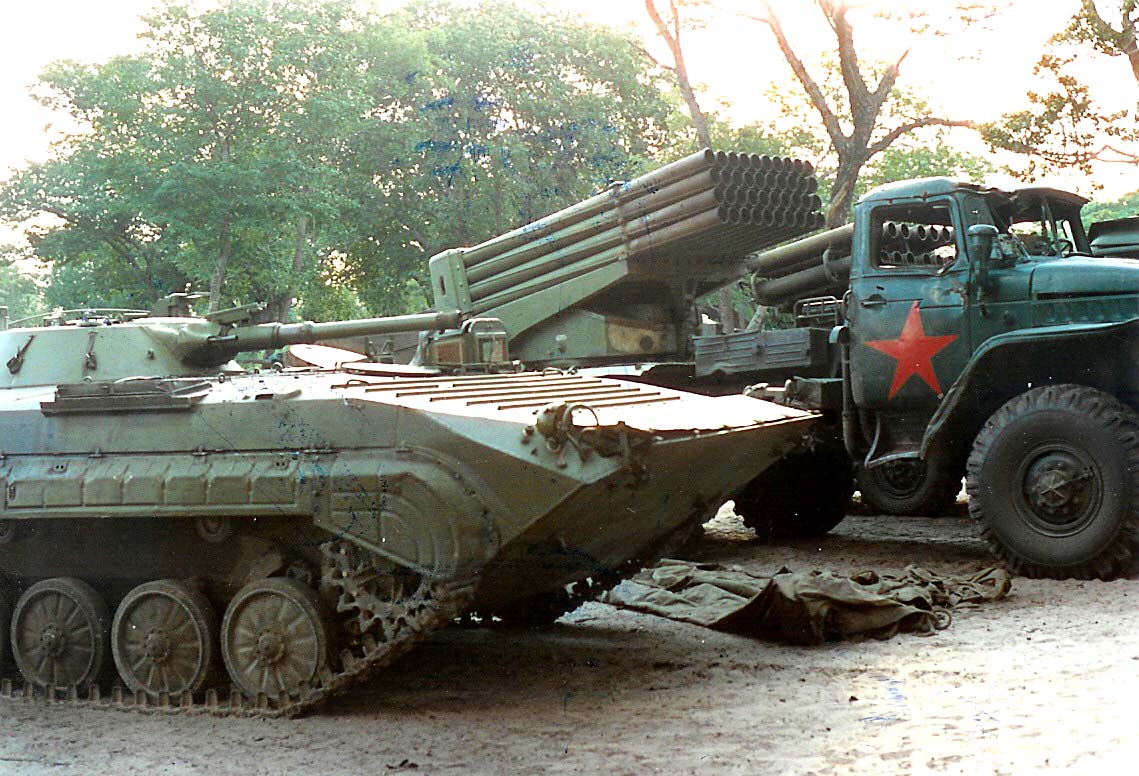
vehicles descomissats d'UNITA BMP-1 i BM-21 Grads.

El gener de 1995, el president nord-americà Clinton va enviar Paul Hare, el seu enviat a Angola, que donés suport al Protocol de Lusaka i va impressionar la importància de l'alto el foc al govern d'Angola i la UNITA, ambdós necessitats d'ajuda externa. Les Nacions Unides va acordar enviar una força de manteniment de la pau el 8 de febrer. Savimbi es va reunir amb el president sud-africà Mandela al maig. Poc després, el 18 de juny, el MPLA va oferir a Savimbi el càrrec de vicepresident de dos Santos amb un altre vicepresident escollit del MPLA. Savimbi li va dir a Mandela que se sentia disposat a "servir en qualsevol capacitat que ajudés a la meva nació", però no va acceptar la proposta fins al 12 d'agost. El Departament de Defensa dels Estats Units i les operacions i anàlisis a Angola de l'Agència Central d'Intel·ligència es van expandir en un esforç per aturar els enviaments d'armes, amb un èxit limitat. El govern d'Angola va comprar sis Mil Mi-17 a Ucraïna el 1995. El govern va comprar avions de caça L-39 de la República Txeca el 1998, juntament amb municions i uniformes de les Indústries de Defensa de Zimbàbue i municions i armes d'Ucraïna en 1998 i 1999. El 1997 el seguiment dels Estats Units va disminuir significativament en els esdeveniments a Zaire, mentre que ocuparen més atencions del govern dels Estats Units el Congo i després Libèria. UNITA va comprar més de 20 llançadors TEL FROG-7 i tres míssils FOX 7 al govern de Corea del Nord el 1999.
L'ONU va estendre el seu mandat el 8 de febrer de 1996. Al març, Savimbi i dos Santos van acordar formalment formar un govern de coalició. El govern va deportar a 2.000 angolesos d'Àfrica occidental i libanesos en l'Operació Càncer Dos, a l'agost de 1996, sobre la base que les minories perilloses eren responsables de l'augment de la taxa de delinqüència. El 1996, el govern angolès va comprar equip militar de l'Índia, dos helicòpters d'atac Mil Mi-24 i tres Sukhoi Su-17 a Kazakhstan al desembre, i helicòpters d'Eslovàquia al març.
La comunitat internacional va ajudar a instal·lar un Govern d'Unitat i Reconciliació Nacional a l'abril de 1997, però UNITA no va permetre que el govern regional del MPLA s'hi instal·lés a 60 ciutats. El Consell de Seguretat de l'ONU va votar el 28 d'agost de 1997 per imposar sancions a UNITA a través de la Resolució 1127, que prohibia als líders d'UNITA viatjar a l'estranger, tancar les ambaixades d'UNITA a l'exterior i fer que les àrees controlades per UNITA zona d'exclusió aèria. El Consell de Seguretat va ampliar les sancions a través de la Resolució 1173 el 12 de juny de 1998, que exigia la certificació del govern per a la compra de diamants angolesos i la congelació dels comptes bancaris d'UNITA.
Durant la Primera Guerra del Congo el govern d'Angola es va unir a la coalició per enderrocar el govern de Mobutu a causa del seu suport a UNITA. El govern de Mobutu fou derrocat per la coalició d'oposició el 16 de maig de 1997. El govern d'Angola va optar per actuar principalment a través dels gendarmes katanguesos anomenats "Tigres", que eren grups formats per descendents d'unitats de policia que havien estat exiliats del Zaire i, per tant, lluitaven per tornar a la seva pàtria. Luanda did also deploy regular troops. A principis d'octubre de 1997, Angola va envair la República del Congo durant la seva Guerra Civil la República del Congo (1997-99) i va ajudar els rebels de Sassou Nguesso a enderrocar el govern de Pascal Lissouba. El govern de Lissouba havia permès UNITA l'ús de les ciutats a la República del Congo per tal d'evitar les sancions. Entre els dies 11 i 12 d'octubre de 1997, els avions de combat de la Força Aèria Nacional d'Angola van realitzar diversos atacs aeris en posicions governamentals a Brazzaville. El 16 d'octubre de 1997, la milícia rebel recolzada per tancs i una força de 1.000 tropes angoleses van cimentar el seu control de Brazzaville obligant Lisouba a fugir. Les tropes angoleses van romandre al país lluitant contra les forces lleials a Lissouba participant en una guerra de guerrilles contra el nou govern.
L'ONU va gastar 1,6 milions de dòlars des de 1994 fins a 1998 en mantenir una força de manteniment de la pau. Els militars angolesos van atacar les forces d'UNITA a les terres altes centrals el 4 de desembre de 1998, el dia anterior al IV Congrés del MPLA. Dos Santos va dir als delegats l'endemà que creia que la guerra era l'única forma d'aconseguir la pau en última instància, va rebutjar el Protocol de Lusaka i va demanar que sortísla sortida de MONUA. El febrer de 1999, el Consell de Seguretat va retirar l'últim personal de MONUA. A final de 1998, diversos comandants d'UNITA, insatisfets amb el lideratge de Savimbi, van formar l'escissió UNITA Renovada. Milers més desertaren d'UNITA en 1999 i 2000.
L'exèrcit angolès va llençar l'operació massiva Restaurar da Operaçao el setembre de 1999, recapturant N'harea, Mungo i Andulo i Bailundo, la caserna general de Savimbi només un any abans. El Consell de Seguretat de les Nacions Unides va aprovar la Resolució 1268 el 15 d'octubre, en què es va informar al Secretari General de les Nacions Unides Kofi Annan que posés al dia al Consell de Seguretat sobre la situació a Angola cada tres mesos. Dos Santos va oferir una amnistia als militants d'UNITA l'11 de novembre. Al desembre, el cap d'Estat Major General João de Matos va dir que les Forces Armades Angoleses havien destruït el 80% de l'ala militar d'UNITA i van capturar 15.000 tones d'equipament militar.
Després de la dissolució del govern de coalició, Savimbi es va retirar a la seva base històrica a Moxico i es va preparar per a la batalla. Per tal d'aïllar UNITA, el govern va obligar civils de les zones rurals que estaven subjectes a la influència de la UNITA a traslladar-se a les principals ciutats. L'estratègia va tenir èxit aïllant UNITA, però va tenir conseqüències humanitàries adverses.

### Comerç de diamants
La capacitat d'UNITA d'explotar els diamants i vendre'ls a l'estranger va proporcionar finançament per continuar la guerra fins i tot a mesura que minvava el suport del món occidental i entre la població local. De Beers i Endiama, un monopoli estatal de mineria de diamants, van signar un contracte que permetia a De Beers gestionar les exportacions de diamants d'Angola el 1990. Segons l'Informe Fowler de les Nacions Unides Joe De Deker, un exdirector de De Beers, va treballar amb el govern del Zaire per subministrar equips militars a UNITA entre 1993 i 1997. El germà de De Deker, Ronnie, suposadament va volar de Sud-àfrica a Angola, dirigint armes originàries d'Europa de l'Est. A canvi, UNITA va donar a Ronnie diamants per un valor de 6 milions de dòlars estatunidencs. De Deker va enviar els diamants a l'oficina de compra de De Beer a Anvers, Bèlgica. De Beers reconeix obertament que gasten 500 milions de dòlars estatunidencs en diamants legals i il·legals d'Angola només el 1992. Les Nacions Unides estimen que els angolesos van fer entre tres i quatre mil milions de dòlars a través del comerç de diamants entre 1992 i 1998. L'ONU també estima que d'aquesta suma, UNITA va realitzar vendes per almenys 3.720 milions de dòlars estatunidencs, o el 93% de totes les vendes de diamants, tot i les sancions internacionals.
Executive Outcomes (EO), una empresa militar privada, va tenir un paper important en convertir la marea per al MPLA, amb un expert de defensa estatunidenc que va considerar l'EO els "cinquanta o seixanta milions de dòlars millor gastats pel govern d'Angola." Heritage Oil and Gas, i suposadament De Beers, va contractar EO per protegir les seves operacions a Angola. Executive Outcomes van formar fins a 5.000 soldats i 30 pilots de combat als camps de Lunda Sul, Cabo Ledo i Dondo.

### Separatisme de Cabinda

Bandera no oficial de Cabinda

El territori de Cabinda és al nord d'Angola pròpiament, separat per una franja de territori de 60 km de llarg a la República Democràtica del Congo. La Constitució Portuguesa de 1933 designava Angola i Cabinda com a províncies d'ultramar. En el curs de les reformes administratives durant els anys 1930 a 1950, Angola es va dividir en districtes, i Cabinda es va convertir en un dels el districtes d'Angola. El Front d'Alliberament de l'Enclavament de Cabinda (FLEC) es va formar el 1963 durant la guerra més àmplia per la independència de Portugal. Contràriament al nom de l'organització, Cabinda és un exclavament, no un enclavament. Després, el FLEC es va dividir en les Forces Armades de Cabinda (FLEC-FAC) i FLEC-Renovada (FLEC-R). Diverses fraccions més petites de la FLEC es van separar més tard d'aquests moviments, però FLEC-R es va mantenir el més destacat per la seva grandària i les seves tàctiques. Els membres de FLEC-R van tallar les orelles i els nassos dels funcionaris del govern i els seus partidaris, semblants al Front Revolucionari Unit de Sierra Leone dels anys noranta. Malgrat que Cabinda és relativament petita, les potències estrangeres i els moviments nacionalistes van cobejar el territori per les seves vastes reserves de petroli, la principal exportació d'Angola d'ara endavant.
En la Guerra de la Independència d'Angola la divisió entre assimilados versus indigenas va emmascarar el conflicte interètnic entre les diferents tribus natives, una divisió que va sorgir a principis dels anys setanta. La União dos Povos de Angola, predecessor del FNLA, només controlava el 15% del territori d'Angola durant la guerra d'independència, exclosa Cabinda controlada pel MPLA. La República Popular de la Xina va recolzar obertament UNITA després de la independència tot i el suport mutu de l'adversari Sud-àfrica i la inclinació pro occidental d'UNITA. El suport de la RPC a Savimbi es va produir el 1965, un any després d'haver abandonat el FNLA. Xina veia Holden Roberto i al FNLA com el sicari d'Occident i el MPLA com a representant de la Unió Soviètica. Amb la ruptura sinosoviètica, Sud-àfrica representava els menys odiós dels aliats de la RPC.

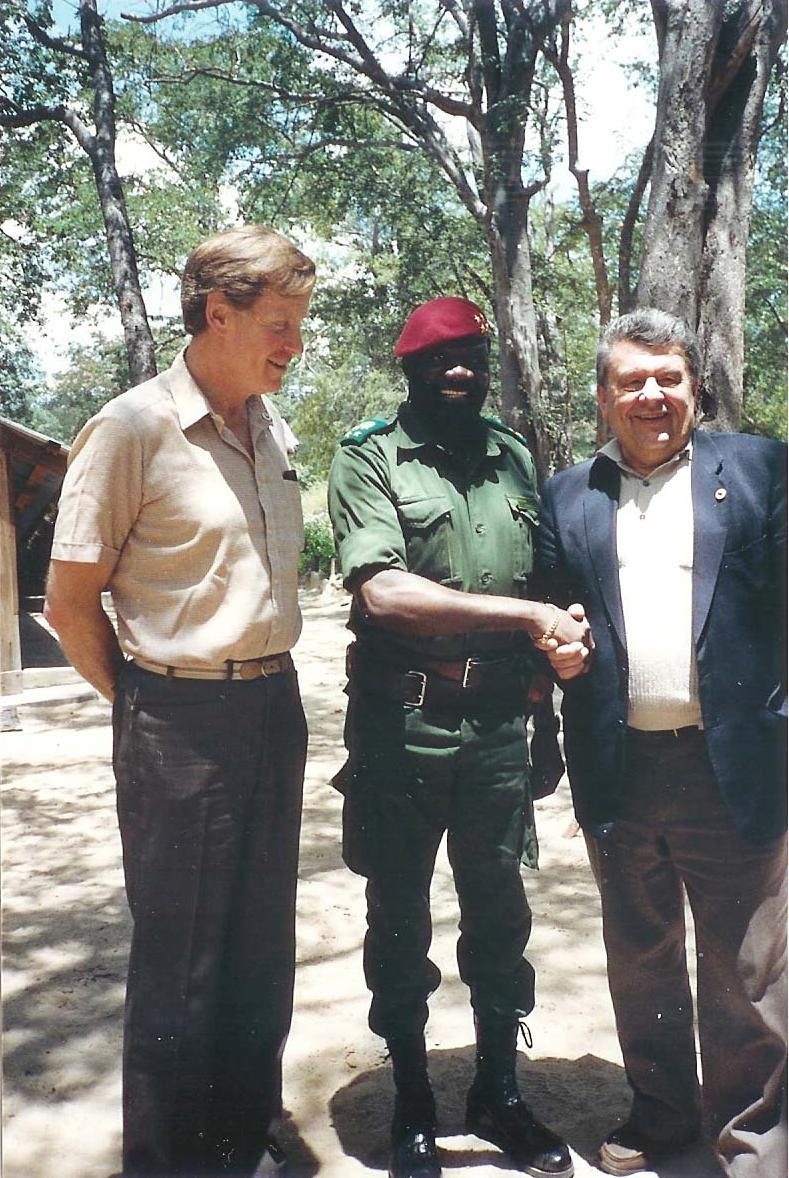
Savimbi es troba amb diputats del Parlament Europeu en 1989

Al llarg dels anys noranta, els rebels de Cabinda van segrestar i demanaren rescat pels treballadors petroliers estrangers per tal de finançar nous atacs contra el govern nacional. Els militars de la FLEC van aturar els autobusos, forçant als treballadors de petroli de Chevron, i van incendiar els autobusos els dies 27 de març i 23 d'abril de 1992. Es va produir una batalla a gran escala entre el FLEC i la policia a Malongo el 14 de maig, en què 25 granades de morter van colpejar accidentalment el complex de Chevron. El govern, tement la pèrdua de la seva principal font dels ingressos, va començar a negociar amb representants del Front per l'Alliberament de l'Enclavament de Cabinda-Renovació (FLEC-R), les Forces Armades de Cabinda (FLEC-FAC) i el Front Democràtic de Cabinda (FDC) el 1995. El mecenatge i el suborn no va suavitzar la ira de FLEC-R i FLEC-FAC i van acabar les negociacions. Al febrer de 1997, FLEC-FAC va segrestar dos empleats de la companyia de fusta Inwangsa SDN, matant-ne un i alliberant l'altre després de rebre un rescat de 400.000 dòlars. FLEC-FLAC va segrestar onze persones a l'abril de 1998, nou angolesos i dos portuguesos, i els van alliberar per un rescat de 500.000 dòlars. El FLEC-R va segrestar cinc empleats de Byansol, dos francesos, dos portuguesos i un angolès, al març de 1999. Mentre que els militants van alliberar els angolesos, el govern va complicar la situació prometent que el lideratge rebel rebria 12.5 milions $ pels ostatges. Quan va aparèixer l'António Bento Bembe, president de FLEC-R, l'exèrcit angolès el va arrestar amb els seus escortes. L'exèrcit angolès posteriorment va alliberar per la força als altres ostatges el 7 de juliol. Vers la fi de l'any, el govern havia arrestat el lideratge de les tres organitzacions rebels.

## Els anys 2000
El comerç il·lícit d'armes va caracteritzar molt dels anys posteriors de la Guerra Civil angolesa, ja que cada bàndol va intentar guanyar comprant armes d'Europa de l'Est i Rússia. Israel va continuar com a agent de comerç d'armes per als Estats Units. El 21 de setembre de 2000, un vaixell de càrrega rus va lliurar 500 tones de munició ucraïnesa de 7,62 mm a Simportex, una divisió del govern d'Angola, amb l'ajuda d'un agent marítim a Londres. El capità del vaixell va declarar la seva càrrega "fràgil" per minimitzar la inspecció. L'endemà el MPLA va començar a atacar UNITA, obtenint victòries en diverses batalles de 22 a 25 de setembre. El govern va aconseguir el control sobre bases militars i mines de diamants a Lunda Nord i Lunda Sud, perjudicant la capacitat de Savimbi de pagar les seves tropes.
Angola va acordar comerciar petroli amb Eslovàquia a canvi d'armes, i va comprar sis avions de caça Sukhoi Su-17 el 3 d'abril del 2000. El govern espanyol a les Illes Canàries va impedir que un vaixell de càrrega d'Ucraïna lliurés 636 tones d'equip militar a Angola el 24 de febrer de 2001. El capità del vaixell havia comunicat erròniament la seva càrrega, afirmant falsament que el vaixell portava parts d'automòbils. El govern d'Angola va admetre que Simportex havia adquirit armes de Rosvooruzhenie, la companyia russa d'armes estatals i va reconèixer que el capità podia haver violat la llei espanyola per informar-se de manera incorrecta de la seva càrrega, una pràctica habitual en el tràfic d'armes cap a Angola.

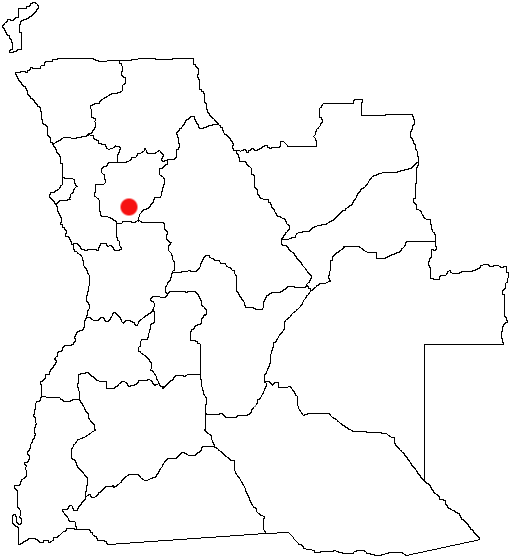
Més de 700 vilatans marxaren 60 km de Golungo Alto a N'dalatando (punt vermell) fugint d'un atac d'UNITA. Es van mantenir sense ferits.

UNITA va dur a terme diversos atacs contra civils al maig de 2001 en un espectacle de força. Els militars d'UNITA van atacar Caxito el 7 de maig, van matar 100 persones i van segrestar 60 nens i dos adults. La UNITA va atacar Baia-do-Cuio, seguit d'un atac a Golungo Alto, una ciutat 200 km a l'est de Luanda, uns dies més tard. Els militants van avançar a Golungo Alto a les 2:00 pm el 21 de maig, i es van mantenir fins a les 9:00 pm el 22 de maig, quan els militars angolesos van reprendre la ciutat. Van saquejar els negocis locals, van prendre aliments i begudes alcohòliques abans de cantar borratxos als carrers. Més de 700 vilatans van recórrer 60 km de Golungo Alto a N'dalatando, la capital provincial de Cuanza Nord, sense ferides. Segons una ajuda oficial a N'dalatando, l'exèrcit angolès va prohibir la cobertura mediàtica de l'incident, per la qual cosa es desconeixen els detalls de l'atac. Joffre Justino, portaveu de la UNITA a Portugal, va dir que UNITA només va atacar Gungo Alto per demostrar la inferioritat militar del govern i la necessitat d'obtenir un acord. Quatre dies més tard UNITA va alliberar els nens a una missió catòlica a Camabatela, una ciutat a 200 km d'on UNITA els va segrestar. L'organització nacional va dir que el segrest va violar la seva política cap al tractament dels civils. En una carta als bisbes d'Angola, Jonas Savimbi va demanar a l'Església Catòlica que actuï com a intermediari entre UNITA i el govern en les negociacions. Els atacs van cobrar un peatge a economia d'Angola. A la darreria de maig de 2001, De Beers, la companyia minera de diamants internacional, va suspendre les seves operacions a Angola, aparentment al·legant que les negociacions amb el govern nacional havien arribat a un punt mort.
Militants d'afiliació desconeguda van disparar coets al avió del Programa Mundial d'Aliments de les Nacions Unides (UNWFP), el 8 de juny, a prop de Luena, la província de Moxico i de nou a prop de Kuito uns dies més tard. Quan el primer avió, un Boeing 727 es va acostar a Luena, algú va disparar un míssil a l'avió, danyant un motor però no críticament, ja que la tripulació de tres homes va aterrar amb èxit. L'altitud de l'avió, 5,000 metres (16,404 ft), probablement va impedir a l'assaltant identificar el seu objectiu. Com que els ciutadans de Luena tenien prou menjar per diverses setmanes, la UNFWP va suspendre temporalment els seus vols. Quan els vols es van iniciar de nou uns dies més tard, militants van disparar a un avió que volava a Kuito, el primer atac dirigit als treballadors de l'ONU des de 1999. El UNWFP va suspendre de nou els vols d'ajuda alimentària a tot el país. Mentre ningú reclamava la responsabilitat de l'atac, el portaveu d'UNITA, Justino, va dir que els avions portaven armes i soldats en comptes de menjar, convertint-los en objectius acceptables. UNITA i el govern d'Angola van dir que la comunitat internacional necessitava pressionar l'altre bàndol per tornar a la taula de negociacions. Malgrat la crisi humanitària que s'apropava, cap de les parts no garantia la seguretat dels plans de la UNWFP. Kuito, que havia confiat en l'ajuda internacional, només tenia prou menjar per alimentar la seva població de 200.000 fins al final de la setmana. La UNFWP va haver de volar amb totes les ajudes a Kuito i la resta de les terres altes centrals perquè els militants van emboscar els camions. Complicant més la situació, els bots de la franja de l'aeroport de Kuito van desaccelerar els enviaments d'ajuda. El caos global va reduir la quantitat de petroli disponible fins al punt en què l'ONU va haver d'importar el seu combustible per avió.
Les tropes governamentals van capturar i van destruir la base d'UNITA d'Epongoloko a la província de Benguela i la base de Mufumbo a Cuanza Sul, a l'octubre de 2001. El govern eslovac va vendre avions de combat al govern d'Angola el 2001 en violació del Codi de conducta de la Unió Europea sobre exportació d'armes.

### Mort de Savimbi
Les tropes governamentals van matar Jonas Savimbi el 22 de febrer de 2002 a la província de Moxico. El va succeir el vicepresident d'UNITA António Dembo, però va morir de diabetis 12 dies després el 3 de març, i el secretari general Paulo Lukamba esdevingué líder d'UNITA. Després de la mort de Savimbi, el govern va arribar a una cruïlla de camins sobre com procedir. Després d'indicar inicialment que la contrainsurgència podria continuar, el govern va anunciar que suspendria totes les operacions militars el 13 de març. Els comandants militars d'UNITA i el MPLA es van reunir a Cassamba i van acordar un alto el foc. No obstant això, Carlos Morgado, portaveu d'UNITA a Portugal, va dir que l'ala de Portugal de la UNITA tenia la impressió que el general Kamorteiro, general d'UNITA, que va acceptar l'alto el foc, havia estat capturat més d'una setmana abans. Morgado va dir que no l'havia sentit parlar des d'Angola des de la mort de Savimbi. Els comandants militars van signar un Memoràndum d'entesa com addició al Protocol de Lusaka a Luena, província de Moxico, el 4 d'abril, amb l'observació de Santos i Lukambo.
El Consell de Seguretat de les Nacions Unides va aprovar el 18 d'abril la Resolució 1404, que va estendre el mecanisme de vigilància de les sancions perdurant sis mesos. Les resolucions 1412 i la 1432, aprovades el 17 de maig i el 15 d'agost respectivament, van suspendre la prohibició de desplaçament de les Nacions Unides als funcionaris d'UNITA durant 90 dies, finalment aboliren la prohibició a través de la Resolució 1439 el 18 d'octubre. UNAVEM III, es va estendre dos mesos addicionals per la Resolució 1439, finalitzada el 19 de desembre.
El nou lideratge d'UNITA va declarar al grup rebel partit polític i va desmobilitzar oficialment les seves forces armades l'agost de 2002. Aquest mateix mes, el Consell de Seguretat de les Nacions Unides va substituir l'Oficina de les Nacions Unides a Angola amb la Missió de les Nacions Unides a Angola, una major presència política no militar.

## Conseqüències

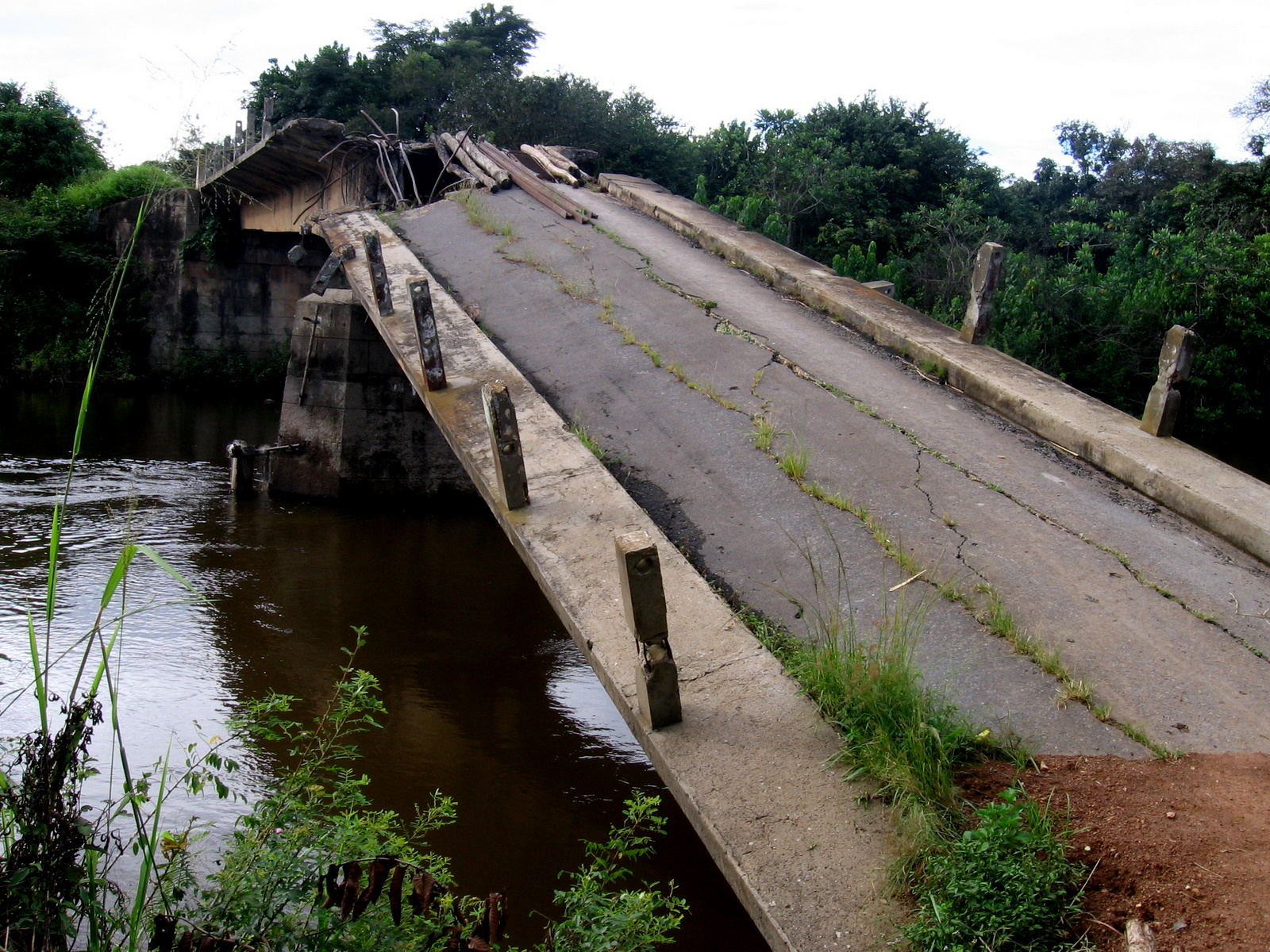
Pont de carretera destruït a Angola, 2009

La guerra civil va generar una desastrosa crisi humanitària a Angola, desplaçant internament 4,28 milions de persones, un terç de la població total d'Angola. Les Nacions Unides van estimar el 2003 que el 80% dels angolesos no tenien accés a l'atenció mèdica bàsica, el 60% no tenien accés a l'aigua i el 30% dels nens angolesos moririen abans dels cinc anys, amb una esperança de vida de menys de 40 anys.

### Esforços humanitaris
El govern va gastar 187 milions de dòlars establint desplaçats interns (IDPs) entre el 4 d'abril de 2002 i el 2004, després del qual el Banc Mundial va donar $ 33 milions per continuar el procés d'assentament. L'Oficina de les Nacions Unides per a la Coordinació d'Afers Humanitaris (OCHA) estima que la lluita en 2002 va desplaçar a 98.000 persones només entre l'1 de gener i el 28 de febrer. Els desplaçats interns representaven el 75% de totes les víctimes de mines terrestres. Els desplaçats interns, sense conèixer el seu entorn, freqüentment i predominantment, van ser víctimes d'aquestes armes. Les forces militars van establir aproximadament 15 milions de mines terrestres pel 2002. L'HALO Trust va començar a desminar Angola el 1994 i havia destruït 30.000 mines terrestres abans de juliol de 2007. 1.100 angolesos i set treballadors estrangers estan ocupats per HALO Trust a Angola, amb operacions de desminatge que s'espera que acabin el 2014.

### Nens soldats
Human Rights Watch estimava que UNITA i el govern van ocupar més de 6.000 i 3.000 soldats infantils, respectivament, alguns reclutats a la força durant la guerra. A més, els analistes de drets humans van trobar que entre 5.000 i 8.000 nenes menors d'edat estaven casades amb militants d'UNITA. Van demanar a algunes noies que anessin a buscar alimentació per proveir a les tropes; a les noies se'ls negava el menjar si no ho obtenien prou per satisfer el seu comandant. Després de les victòries, els comandants d'UNITA serien recompensats amb dones, que sovint eren abusades sexualment. El govern d'Angola i les agències de l'ONU van identificar 190 nens soldats a l'exèrcit angolès i havien traslladat 70 d'ells el novembre de 2002, però el govern va seguir utilitzant conscientment a altres soldats menors d'edat.

## En la cultura popular
A la pel·lícula de John Milius Aurora roja (1984), Bella, una de les oficials cubanes que participa en una invasió cubana-soviètica conjunta dels Estats Units, es diu que ha lluitat als conflictes a Angola, El Salvador, i Nicaragua.
Jack Abramoff va escriure i coproduir Red Scorpion amb el seu germà Robert en 1989. A la pel·lícula, Dolph Lundgren interpreta a Nikolai, un agent soviètic enviat a assassinar un revolucionari africà en un país fictici similar a Angola. > El govern sud-africà va finançar la pel·lícula a través de la International Freedom Foundation, grup d'avantguarda presidit per Abramoff, com a part dels seus esforços per minar la simpatia internacional per al Congrés Nacional Africà. Mentre treballava a Hollywood Abramoff va ser condemnat per frau i altres delictes que havia comès durant la seva carrera concurrent. com a lobista.
La guerra proporciona una història de fons més comediant a la comèdia sud-africana  Els déus deuen estar bojos 2 , mentre un soldat cubà i un angolès intenten fer-se presoners l'un a l'altra, però en última instància, participen (més o menys)) en termes amistosos.
La pel·lícula de 2004 O Herói, produïda per Fernando Vendrell i dirigida per Zézé Gamboa, mostra la vida dels angolesos després de la guerra civil. La pel·lícula segueix la vida de tres individus: Vitório, un veterà de guerra paralitzat per una mina terrestre que torna a Luanda; Manu, un noi jove que busca el seu pare soldat; i Joana, una professora que guia el noi i comença una aventura amorosa amb Vitório.  O Herói va guanyar el Gran Premi del Jurat Mundial de Cinema Dramàtic al Festival de Cinema de Sundance de 2005. Era una producció conjunta angolesa, portuguesa i francesa filmada íntegrament a Angola.
El personatge de Danny Archer en la pel·lícula de 2006 Diamant de sang, interpretat per Leonardo DiCaprio, discuteix en diverses ocasions el seu servei dins de la SADF durant la seva intervenció en la Guerra Civil angolesa. A mesura que es desenvolupa la pel·lícula, es revela que és un orfe blanc de Rhodèsia que va escapar a Sud-àfrica només per ser reclutat en l'infame Batalló 32, amb qui va combatre a Angola al voltant de 1987.
La guerra civil angolesa apareix en el videojoc de 2012 Call of Duty: Black Ops II, en què el personatge del jugador assisteix a Jonas Savimbi en una batalla contra les forces de MPLA.
Metal Gear Solid V: The Phantom Pain és ambientat parcialment a la frontera entre Angola i Zaire durant la guerra civil angolesa.